# 滝元吏紗
滝元 吏紗（たきもと りさ、1988年10月8日 - 2023年12月29日）は、日本のファッションモデル、女優。北海道旭川市出身。

## 略歴
2009年と2010年の2年連続で、「神戸コレクション」モデルオーディションファイナリスト10名の中の一人まで進む。
2012年5月、オスカープロモーションに所属していた女性モデルたちによるユニット・モデルガールズのメンバーになる。
モデルガールズが活動を停止してからはセントラルジャパンに所属していた。
2023年12月29日に亡くなったことが、オスカー時代の先輩の中島史恵のInstagramによって公表された。35歳没。肝臓の病気を患っていたという。

## 出演

### テレビ番組
- 方言彼女。（2010年、東名阪ネット6）

### テレビドラマ
- さだまさしドラマスペシャル 故郷〜娘の旅立ち〜（2011年7月5日、フジテレビ）
- 食の軍師 第1話（2015年4月1日、TOKYO MX） - おでん屋美女 役
- 金曜プレミアム アンダーウェア 第3話（2015年11月27日、フジテレビ）

### 映画
- アベックパンチ（2011年6月18日、エンターブレイン） - ヤマメ 役

### 雑誌
- MAQUIA（集英社）
- Gainer（光文社）

### スチールモデル
- RIZAP
- 5cinq（Jam City） - イメージモデル
- AMO'S STYLE（トリンプ・インターナショナル）
- CW-X（ワコール）
- NTTドコモ
- コナミスポーツ
- 暮らす服（千趣会）
- ザ・モール姫路
- グリーンコート
- 三交百貨店
- 大丸
- TSUBAKI（資生堂）
- Pides（ナカヒロ ハイナックカンパニー）
- ESTESS（タカラベルモント）

### ウェブサイト
- シャクレルプラネット（タカラトミー）

### CM
- Ag+「新・ニオイ鑑定人来日」篇、「汗とりパット効果」篇[8]（2015年、資生堂）
- ホクト
- NTTドコモ Xperia acro（ソニー・エリクソン・モバイルコミュニケーションズ）
- クリアアサヒ（アサヒビール）[9]
- Wing SLIM up PANTS「女神のヒミツ」（ワコール）
- イオントップバリュ
- コナミスポーツ
- ウィスパー（P&G）

### ショー
- ISSEY MIYAKE
- 東京ガールズコレクション
- 神戸コレクション
- ワークマン
- ワコール
- 東京IGIN
- evian
- ロレアル
- 国際ビューティ・ファッション専門学校
- 東京コレクション「HISUI」「Matohu」「araisara」

### イベント
- 東京モーターショー2015 フォルクスワーゲンブースモデル
- 東京オートサロン2016 フォルクスワーゲンブースモデル[10]
- CP+ 2017 キヤノンブースモデル[1]
- CP+ 2018 東芝ブースモデル[11]

### 動画
1. ↑  神戸コレクションモデルオーディション2010グランプリ発表ステージ - YouTube（2010年3月23日）2020年11月13日閲覧。
2. ↑  centraljapan 月イチ★central TV 第6回「三輪紘子&ジュリアンナ」03 - YouTube（2008年10月9日）2020年11月13日閲覧。